# István Móna
István Móna (n. 17 septembrie 1940, Nyíregyháza, Ungaria – d. 28 iulie 2010, Budapesta, Ungaria) a fost un sportiv ce a reprezentat Ungaria, medaliat olimpic. A participat la o ediție a Jocurilor Olimpice (1968) în care a câștigat o medalie de aur.

## Participări
Lista de mai jos prezintă principalele competiții la care a participat István Móna de-a lungul carierei.
- Anexo:Pentatlón moderno en los Juegos Olímpicos de México 1968[*]